# Verdiell
El verdiell (o verdiella) és una varietat d'olivera. A la zona al voltant de les Garrigues ocupa unes 3.000 ha. La Verdiell, amb una proporció molt menor que la varietat Arbequina, entra en la composició de l'oli de la Denominació d'Origen «Les Garrigues».

## Característiques agronòmiques
Varietat de vigor reduït i resistent al fred, però sensible a la sequedat. No és gaire afectada per les malalties. El temps que tarda a entrar en producció des de la plantació és com la mitjana de les varietats. La productivitat és elevada però alternant, ja que és afectada pel fenomen de la contranyada. Les olives són petites, pesen menys de 2 grams, i com que tenen gran resistència a desprendre's de l'arbre en resulta difícil tant la collita mecànica com la manual.

## Usos
Per a fer oli. El contingut en greix de les olives és mitjà, i l'extracció resulta difícil. L'oli presenta una gran estabilitat.